# Pałac w Wilkowicach
Pałac w Wilkowicach – zabytkowy pałac wybudowany w XVIII wieku, znajdujący się w miejscowości Wilkowice, w gminie Zbrosławice, w powiecie tarnogórskim.

## Historia
Pałac wybudowany został prawdopodobnie w latach 80. lub 90. XVIII wieku, przez rodzinę Larischów. Część badaczy łączy budowę obiektu z Joachimem Larischem i pierwszą połową XVIII wieku. Około 1816 właścicielem pałacu został Karol Koschutzki, a następnie Karol Henckel von Donnersmarck, który zakupił posiadłość pod koniec XIX wieku. Donnersmarckowie wyremontowali i rozbudowali cały zespół pałacowo-folwarczny. Wówczas to m.in. do pałacu dobudowano ganek, a wnętrza ozdobiono nowymi sztukateriami i piecami. Na terenie folwarku powstały nowe zabudowania.
Od 1945 właścicielem pałacu stał się Skarb Państwa, a użytkownikiem Państwowe Gospodarstwo Rolne w Tarnowicach Starych. Od tego czasu pałac niszczał, a jego stanu nie poprawiły remonty prowadzone w latach 50. i 60. XX wieku.
Obecnie (2019) pałac jest własnością prywatną i jest stopniowo remontowany.

## Pałac i otoczenie
Pałac wybudowany z cegły, otynkowany, jest dwukondygnacyjnym budynkiem nakrytym dachem mansardowym. Fasada jest 9-osiowa z szerokim ryzalitem zakończonym trójkątnym szczytem. W otoczeniu pałacu znajduje się XIX-wieczny park krajobrazowy oraz folwarczna zabudowa z XIX i początku XX wieku.

## Wystrój pałacu
Sztukaterie we wnętrzach powstałe w czasach, gdy właścicielami pałacu była rodzina Henckel von Donnersmarck, zostały w znacznym stopniu zniszczone podczas remontów w latach 50. i 60. XX wieku.
W czasie badań odkrywkowych prowadzonych w 2018 na zlecenie Śląskiego Wojewódzkiego Konserwatora Zabytków w części pomieszczeń pałacowych odkryto bogate dekoracje malarskie. Najlepiej zachowane fragmenty odkryto w salonie na I piętrze. Są to girlandy z kwiatów i owoców. W narożnikach salonu odkryto fragmenty nagich postaci, a na ścianach malowane podziały ramowe. W kolejnych pokojach I piętra natrafiono również na ślady dekoracji roślinnej oraz malowanych podziałów ramowych. Odkryte dekoracje malarskie datowane są na czwartą ćwierć XIX wieku.